# Ross (rivière)
Cet article concerne une rivière du Yukon. Pour les autres cours d'eau du même nom, voir Rivière Ross.
Pour les articles homonymes, voir Ross.

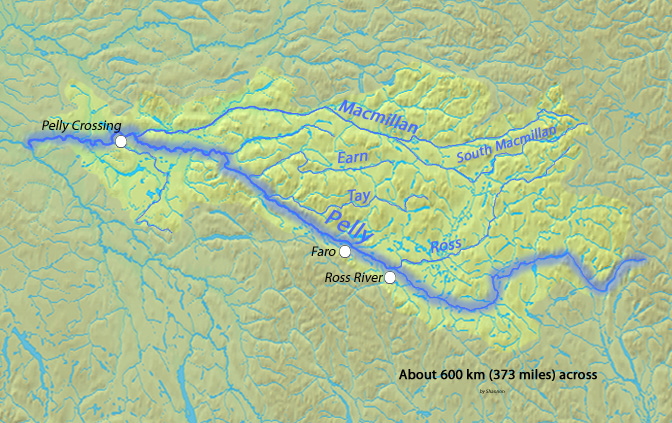
Bassin de la rivière Pelly

La rivière Ross est un cours d'eau du Yukon. C'est un affluent de la rivière Pelly, elle-même affluent du fleuve Yukon. Elle prend sa source dans les montagnes Mackenzie, à la frontière entre le Yukon et les Territoires du Nord-Ouest. La localité de Ross River se trouve à son confluent avec la Rivière Pelly.

## Référence
- (en) Cet article est partiellement ou en totalité issu de l’article de Wikipédia en anglais intitulé « Ross River (Yukon) » (voir la liste des auteurs).